# Flugunfall einer HAL 748 der Indian Airlines bei Panvel
Der Flugunfall einer HAL 748 der Indian Airlines bei Panvel ereignete sich am 4. August 1979 auf dem inländischen Linienflug einer Hindustan HAL 748 der Indian Airlines von Pune nach Bombay. Bei dem Unfall wurden alle 45 Insassen getötet, es handelt sich damit um den weltweit schwersten Flugunfall einer HAL 748. 

## Maschine
Bei der Maschine handelte es sich um eine 1968 gebaute Hindustan HAL 748 aus unter britischer Lizenz gefertigter indischer Produktion. Sie trug die Werknummer 515. Die Maschine wurde nach ihrer Endmontage und ihrem Erstflug im Juni 1968 an die Indian Airlines ausgeliefert, welche sie mit dem Luftfahrzeugkennzeichen VT-DXJ zuließ. Das zweimotorige Mehrzweckflugzeug war mit zwei Turboprop-Triebwerken des Typs Rolls-Royce Dart 531 ausgestattet.

## Insassen
Den Linienflug von Pune nach Bombay hatten 40 Passagiere angetreten. Es befand sich darüber hinaus eine fünfköpfige Besatzung an Bord.

## Unfallhergang
Kurz nach dem Start in Pune nahmen die Piloten Kontakt mit der Flugsicherung in Bombay auf und meldeten ihre voraussichtliche Ankunftszeit. Die Maschine befand sich bei Nacht und Regen aus südöstlicher Richtung im Anflug auf den Flughafen Bombay, als die Piloten Probleme mit den Bordsystemen hatten. Wenig später, um 20:16 Uhr, kollidierte die Maschine 11 Kilometer östlich von Bombay und 29 Kilometer vor dem Zielflughafen, mit einem Berghang im Kiroli-Gebirge. 
Schlechte Sicht und starke Regenfälle erschwerten die Such- und Bergungsaktion. Nach Stunden konnte die Maschine gefunden werden. Die Maschine wurde durch den Aufprall und den anschließenden Brand völlig zerstört. Alle 45 Insassen kamen ums Leben.

## Ursache
Die Unfalluntersuchung ergab, dass während des Anfluges das Instrumentensystem der Maschine vorübergehend keinen Strom hatte, wodurch die Piloten fälschlicherweise glaubten, sie würden dem Gleitpfad folgen, was jedoch nicht der Fall war. 
Die Ermittler warfen dem Flugkapitän vor, er habe die Gleitpfadeinrichtung nicht, wie vorgesehen, erst nach dem Outer Marker benutzt und, dass er unter 2.910 Fuß gesunken sei, ohne seine Position zuvor über dem Outer Marker überprüft zu haben. Dem Radarlotsen warfen sie vor, er habe versäumt, den Piloten von Zeit zu Zeit Informationen über ihre Position zu geben und, dass er falsche und/oder nicht standardmäßige Formulierungen verwendet habe. Auch habe er die Besatzung nicht über den Abbruch des Radarkontakts informiert.